# طفل صفحي
الطَفَل الصَفحي، بفتح الطاء والصاد والفاء، أو السجيل الزيتي هو صخر رسوبي فتاتي دقيق الحبيبات صفائحي، يتركب أساسا من الصلصال الممزوج ببعض أجزاء المعادن أهمها معادن الطفل ومعدن المرو والكالسيت.